# Kapsiki

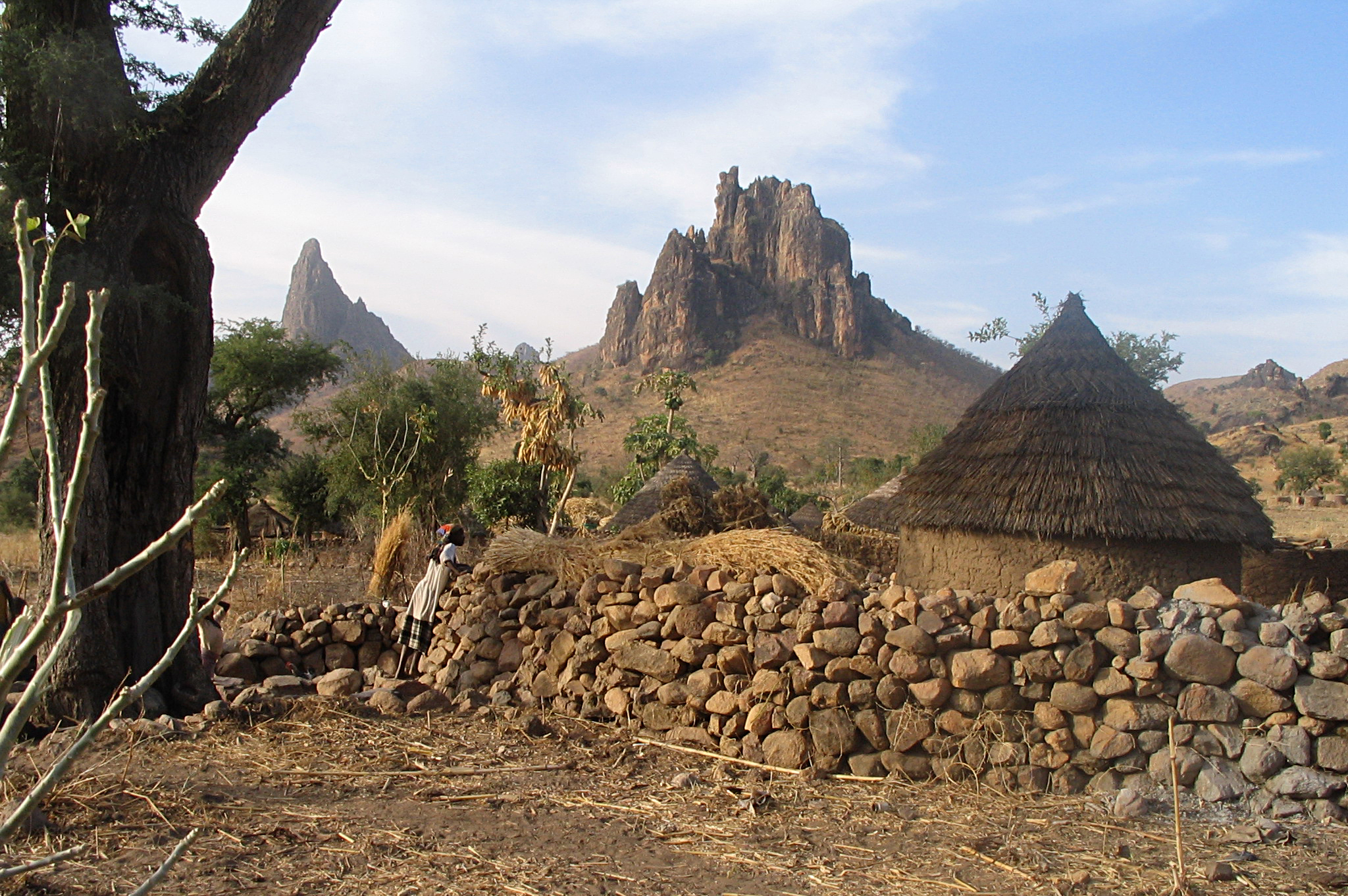
Kapsiki-huisje

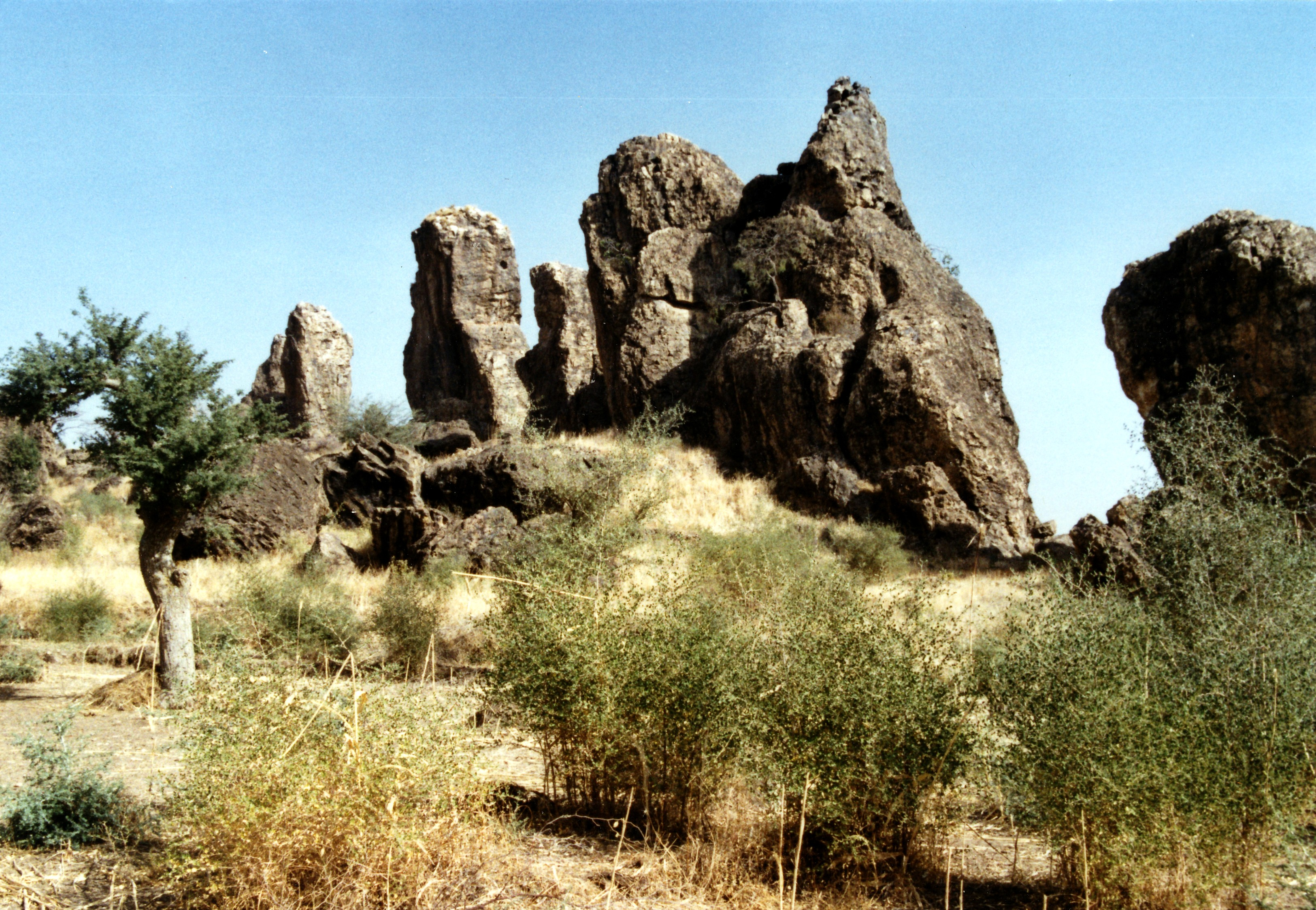
Vulkanische pieken in het Kapsiki-gebied

Kapsiki is een volk dat leeft aan beide zijden van de grens tussen Noord-Kameroen en Noordoost Nigeria. In Kameroen heten ze Kapsiki, in Nigeria Higi. Bij elkaar tellen ze ongeveer 120.000 mensen. Hun taal, Psekiye of Kamwe, bestaat uit elf dialecten en behoort tot de Tsjadische talen. In Kameroen wonen de Kapsiki op een plateau in het centrum van de Mandara-bergen, in Nigeria leven de Higi op de hellingen van de bergen en de westelijke vlakte. De Kapsiki wonen al vijf eeuwen in dit gebied, lang voor de grote slavenjachten van de 19e eeuw, maar hebben zich door hun habitat wel tegen de Fulbe kunnen handhaven. Dat geldt ook voor de andere volken van het Mandaragebied, zoals de Mafa, Mofu, Podoko Guisiga, of Daba; het berggebied kent een caleidoscoop aan lokale culturen. De Kapsiki wonen in dorpen van 2000-6000 mensen, en leven van veeteelt, landbouw en - in het dorp Rumsiki met name - van toerisme.

## Geschiedenis
De Mandara-bergen zijn al sinds het Afrikaanse neolithicum bewoond; het vulkanische gebergte is vruchtbaar, is natter dan de vlakte en zeer geschikt voor haklandbouw, maar maakt ook verdediging makkelijk. Elk huidig Kapsiki-dorp stamt van een oorspronkelijk bergtop op of om de hoogvlakte, een verdedigbare veste. Slavenjachten en onderlinge oorlogen tussen de dorpen kenmerken de geschiedenis, waarbij vooral in de 19e eeuw de vorming van de Moslim rijken Bornum, Sokoto en het kleinere emiraat van Wandala net ten Noorden van de bergen, 
een grote vraag naar slaven genereerden. Rond de eeuwwisseling, was het gebied erg onveilig, en de koloniale pacificatie vanaf 1920 was welkom voor de Kapsiki en Higi. De kolonisatie betekende wel dat de groep werd verdeeld over twee landen, Kameroen en Nigeria, en de grens tussen beide is tot 2005 inzet van geschillen gebleven, ook die in het Kapsiki gebied. In 1960 werden beide landen onafhankelijk, en viel het Higi-deel onder de Republiek Nigeria, de Kapsiki onder wat nu de République du Cameroun heet (in 1960 nog de Federale Republiek Kameroen). Tijdens de Biafra oorlog speelde de grens een grote rol, en verdienden de Kapsiki en Higi veel met smokkel.

## Sociaal-politieke structuur

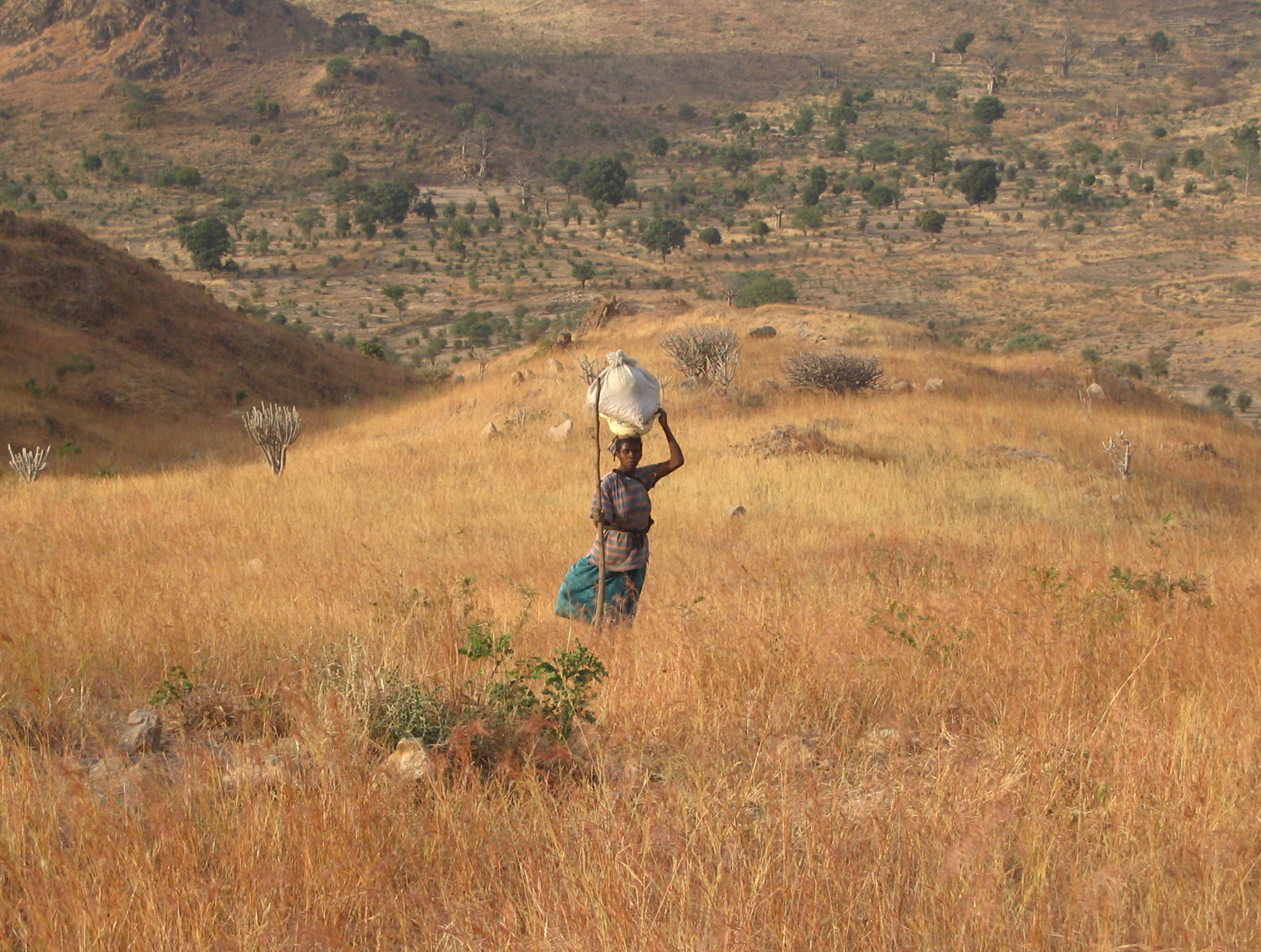
Een vrouw, buiten Rhumsiki.

De groep valt binnen het Canton Mogode van de prefectuur van Mokolo, in de provincie Extreme Nord van de republiek Kameroen. Elk dorp heeft een chief, lid van een speciale clan. De clanhoofden van de andere clans kiezen een geschikte kandidaat binnen die specifieke clan. Kapsiki dorpen hebben een duidelijk gemarkeerd territoir en bestaan uit 4 - 6 patrilineaire clans, die elk verspreid zijn over het hele dorp. Elke clan is opgedeeld in kleinere afstammingsgroepen, lineages, in het Kapsiki kayita genaamd (lett. zij van één vader). De clan geeft toegang tot landbouwgrond, heeft een eigen rituele taak, en is belangrijk voor de sociale identiteit. De clans zijn in principe exogaam, d.w.z. men dient de partner te zoeken in een andere clan, bij de lineage is die exogamie absoluut. De chief heeft relatief weinig macht; hij heeft een rituele functie, spreekt soms recht en wordt algemeen gerespecteerd, maar de Kapsiki maatschappij is in principe autarkisch; een individu zorgt voor eigen zaken, komt op voor eigen recht en laat zich weinig gezeggen door derden.

## Huwelijk

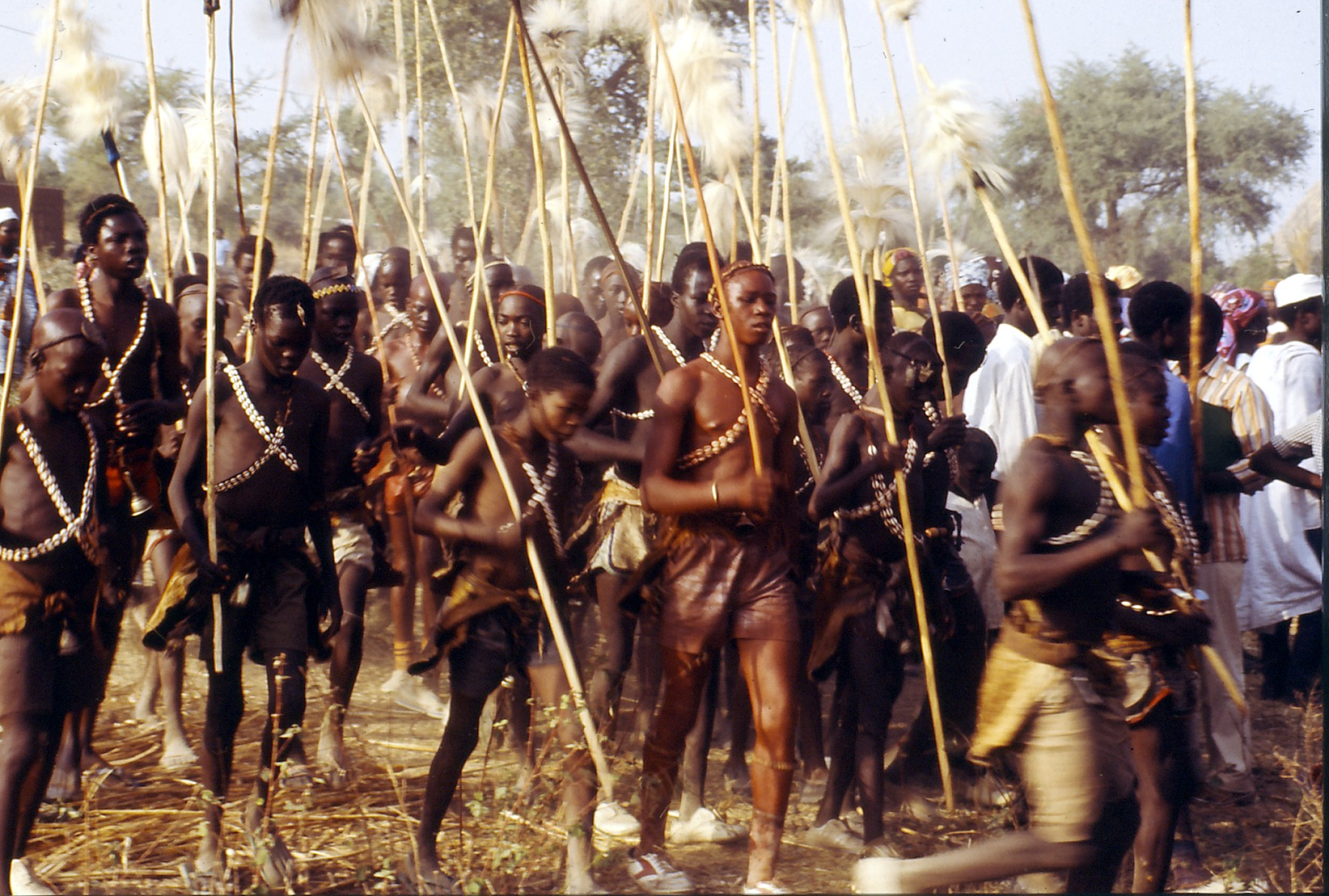
Initiatie bij de Kapsiki.

Voor haar eerste huwelijk trouwt een meisje in principe met een partner uit het eigen dorp, vaak na een lange verloving waarin de bruidsprijs geleidelijk is betaald. Die bruidsprijs is aanzienlijk, betaalbaar in geiten, schapen, koeien en tegenwoordig steeds meer in baar geld, en vertegenwoordigt ongeveer tweemaal een jaarinkomen. De bruidegom en zijn familie betalen die som aan de familie van de bruid, na lange onderhandelingen. De huwelijkssluitingen voor zo'n eerste huwelijk, 'makwa' genoemd, vallen in één vaste maand, April-Mei, waarin elke bruidegom een datum kiest. Het moment dat zij voor het eerst het huis van haar bruidegom intrekt, geldt zij als getrouwd. In de verdere maanden staat zij centraal in rituelen die haar initiatie als getrouwde vrouw in het dorp begeleiden. 
Gezien de aanzienlijke bruidsprijs is het huwelijk bij de Kapsiki verrassend instabiel; de norm is dat elke vrouw enkele malen een andere partner opzoekt, zij het altijd in een ander dorp. Zo'n secundair huwelijk kent weinig ritueel, en een bruidsprijs wordt pas betaald als er kinderen worden geboren. Wanneer een vrouw haar man verlaat, kan die echtgenoot de bruidsprijs terugvragen bij haar vader als zij geen kinderen heeft gebaard. De laatste decenniën is het huwelijk wat stabieler geworden o.a. door lagere kindersterfte, die in het verleden vaak aanleiding was voor een vrouw om te vertrekken.
Het huwelijk is polygien, d.w.z. dat een man meerdere vrouwen kan hebben, zoals gebruikelijk in Afrika. Bij ongeveer 20% van de mannen is dat het geval.

## Religie

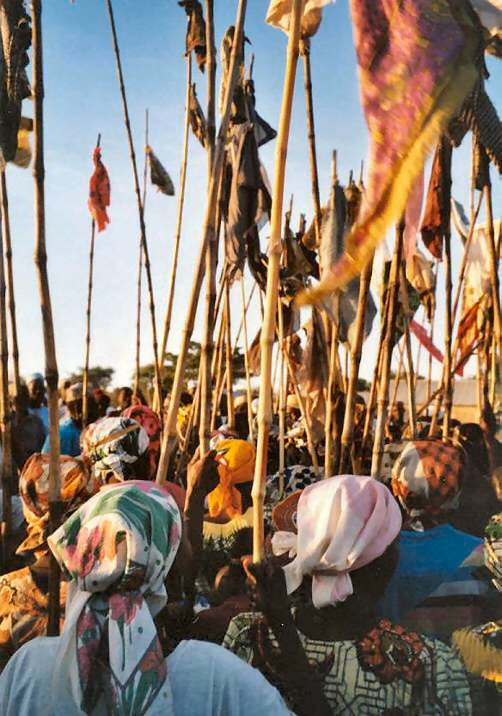
Kapsiki-vrouwen tijdens het jaarfeest

De Kapsiki-religie verschilt van de meeste andere traditionele Afrikaanse religies doordat voorouders geen belangrijke rol spelen. 'Shala', god, het kernbegrip in deze religie, is een persoonlijke god, behorend bij een individu of bij een sociale groep; het geeft meer een relatie aan dan een entiteit. Twee groepen rituelen vormen de kern van de Kapsiki-religie, riten van het wonen, en die van identiteit. Het centrale ritueel in de eerste groep is het offer, gedaan voor een huisgezin, een wijk, een lineage of het hele dorp. Hierin participeren alleen degenen die tot die groep behoren. Het offer richt zich op de 'shala' van de personen en de hele groep in kwestie; in alle offers speelt de offerkruik, 'melè', een grote rol, een kleine bierkruik die een overleden verwant representeert. Daarnaast zijn er riten voor de landbouw op diverse momenten in het seizoen. Riten van identiteit zijn vooral de grote overgangsrituelen zoals het eerste huwelijk, de initiatie van jongens, het jaarfeest van het dorp en de begrafenis. Elk van deze overgangsriten heeft een vaste plaats in de rituele kalender; voor de begrafeniscomplex zijn dat de riten van de 2e begrafenis, wanneer de kruik die de overledene vertegenwoordigt terugkeert naar zijn huis.

## Smeden

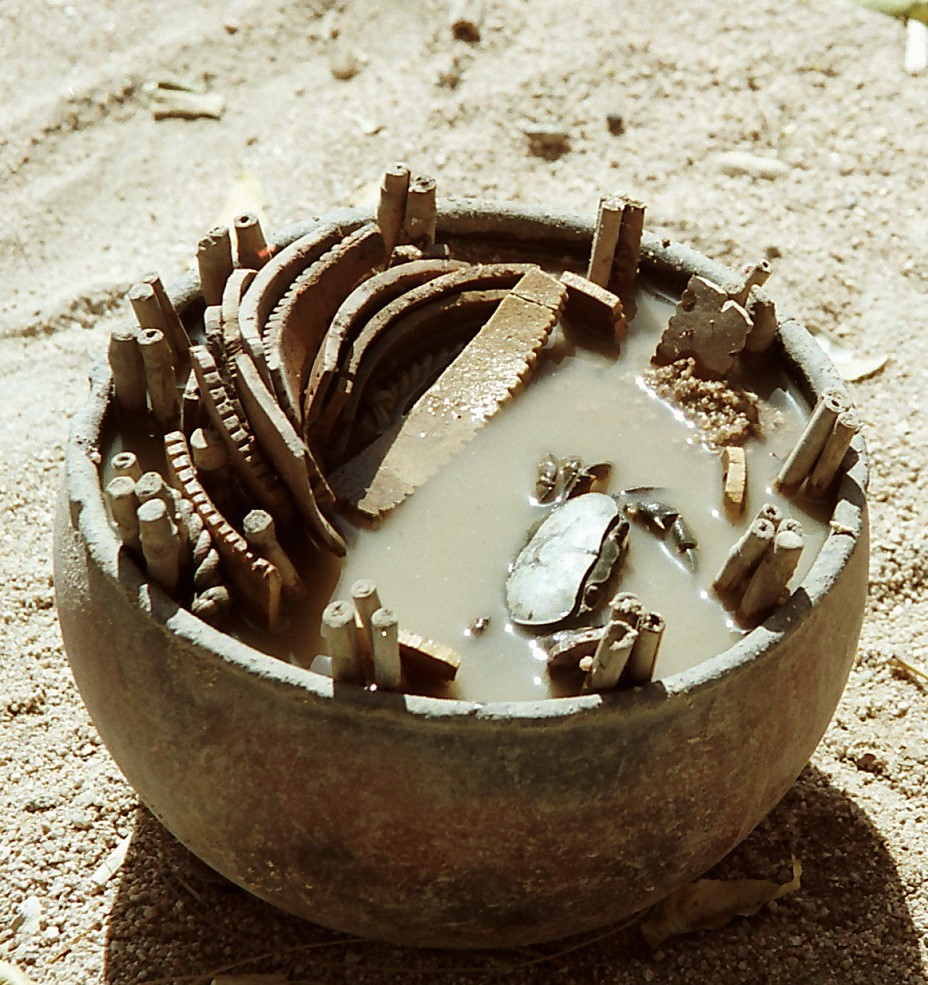
Krab divinatie bij de Kapsiki

Bij de Kapsiki hebben de smeden een aparte positie. Als ijzerbewerkers zijn zij essentieel voor de landbouw - en vroeger voor de oorlog - maar hun takenpakket is ruim. Zij verzorgen de divinatie - het raadplegen van voortekenen met de krab (zie foto)-, zij maken muziek, zijn specialisten in medicijnen en magie, assisteren in offers, en zijn bovenal belangrijk bij de begrafenis: zij zijn de begrafenisondernemers. Ook gieten zij de messing voorwerpen die voor het toerisme interessant zijn. Men wordt als 'rerhè', smid - de term is wat te beperkt -, geboren. Zij vormen een kaste-achtige groep aan de onderzijde van de Kapsiki samenleving en beslaan 5% van de populatie. De groep is endogaam, men trouwt alleen binnen de rerhè groep. De meerderheid van de Kapsiki bevolking, de 'melu', vindt hen vies, eet en drinkt niet uit dezelfde kom of kalebas met hen, en is wat beducht voor hen. Zij worden geacht slimmer te zijn dan de anderen, handiger, maar de geur van de dood verlaat hen nooit helemaal. Een cruciale smedentaak tijdens de begrafenis is namelijk het dansen met het lijk op de schouders, zodat iedereen de dode kan zien in zijn of haar moment van laatste glorie. Aangezien die begrafenis drie dagen duurt, heeft de Kapsiki dood inderdaad een duidelijke geur. Na een rouwperiode van gemiddeld een half jaar worden in Januari/Februari de begrafenisrituelen afgesloten met de inauguratie van de nieuwe offerkruik voor de zoon van de overledene, een ritueel waarin de smeden weer centraal staan.